# Constantin Brailoiu
Constantin Brailoiu (romanès: Constantin Brăiloiu)  (Bucarest, 13 d'agost de 1893 - Ginebra, 20 de desembre de 1958) va ser un compositor i etnomusicòleg romanès. Va estudiar a Lausana i al Conservatori de París, a més de a Romania.
Impulsat per la convicció de que la feina de la etnomusicologia havia de ser la de desenvolupar mètodes d'anàlisis adequades als objectes d'estudi, va crear el sistema giusto sil·làbic, un sistema d'organització rítmica que va usar per estudiar músiques de tradició oral. També estava convençut de que cap transcripció podria substituir l'enregistrament, dels quals també en va ser pioner.
L'Institut d'Etnografia i Folklore de Romania va ser nomenat en honor seu després de la seva mort.